# Who Will I Be?
Who Will I Be? é um single promocional do filme Camp Rock, cantada por Demi Lovato, presente no álbum do mesmo nome.

## Informações da música no filme
A música aparece no filme quando Mitchie (Demi Lovato) tem a sua primeira aula no Camp Rock, sendo chamada pelo professor, para cantar qualquer música. Ela escolhe essa música, sendo inédita para todos, já que ela compõe as suas próprias músicas. Mas ela não canta a música completa, apenas um pequeno trecho. E também aparece no começo do filme, quando Mitchie acorda e coloca essa música para tocar enquanto se arruma.